# Hendrik Quarles van Ufford
Jhr. Hendrik Quarles van Ufford (Loosduinen, 4 juli 1822 — Ketandan, 15 januari 1860), broer van Jakob Karel Willem Quarles van Ufford, vader van P. van Heerdt tot Eversberg-Quarles van Ufford,  was een Nederlands militair.
Hij kwam in 1842 als adelborst bij de Koninklijke Marine en werd zestien jaar later op zijn verzoek eervol uit 's lands zeedienst ontslagen. Hij vestigde zich als landhuurder in de vorstenlanden en overleed te Ketandan op Java, 15 januari 1860.
Als adjudant van de gouverneur-generaal A.J. Duymaer van Twist vergezelde hij deze op zijn reis door de Molukken en gaf naar aanleiding hiervan naamloos uit: Aanteekeningen betreffende eene reis door de Molukken van den Gouverneur-Generaal A.J. Duymaer van Twist ('s-Gravenhage 1856).